# Campeonato Uruguaio de Futebol de 1987
O Campeonato Uruguaio de Futebol de 1987 foi a 56ª edição da era profissional do Campeonato Uruguaio. O torneio consistiu em uma competição com dois turnos, no sistema de todos contra todos. O campeão foi o Defensor.

## Classificação[2]
| Pos | Equipe               | Pts | J  | V  | E | D  | GP | GC | SG  |
| --- | -------------------- | --- | -- | -- | - | -- | -- | -- | --- |
| 1º  | Defensor             | 33  | 24 | 14 | 5 | 5  | 32 | 18 | 14  |
| 2º  | Nacional             | 30  | 24 | 13 | 4 | 7  | 40 | 23 | 17  |
| 3º  | Bella Vista          | 28  | 24 | 11 | 6 | 7  | 35 | 25 | 10  |
| 4º  | River Plate          | 28  | 24 | 12 | 4 | 8  | 36 | 34 | 2   |
| 5º  | Montevideo Wanderers | 27  | 24 | 10 | 7 | 7  | 35 | 30 | 5   |
| 6º  | Danubio              | 25  | 24 | 10 | 5 | 9  | 29 | 21 | 8   |
| 7º  | Progreso             | 25  | 24 | 9  | 7 | 8  | 24 | 25 | -1  |
| 8º  | Peñarol              | 23  | 24 | 8  | 7 | 9  | 26 | 28 | -2  |
| 9º  | Cerro                | 21  | 24 | 6  | 9 | 9  | 18 | 24 | -6  |
| 10º | Central Español      | 19  | 24 | 8  | 3 | 13 | 16 | 27 | -11 |
| 11º | Miramar Misiones     | 18  | 24 | 5  | 8 | 11 | 31 | 42 | -11 |
| 12º | Huracán Buceo        | 18  | 24 | 6  | 6 | 12 | 16 | 29 | -13 |
| 13º | Rampla Juniors       | 17  | 24 | 4  | 9 | 11 | 19 | 31 | -12 |

|  | Campeão uruguaio e classificado à Liguilla Pré-Libertadores. |
|  | Classificados à Liguilla Pré-Libertadores.                   |
|  | Classificado à Libertadores de 1988.                         |
|  | Disputam os playoffs de descenso.                            |

Promovido para a próxima temporada: Liverpool.

## Playoffsde descenso
|                | Resultado |                  |
| -------------- | --------- | ---------------- |
| Rampla Juniors | 2 – 1     | Miramar Misiones |
| Rampla Juniors | 0 – 1     | Miramar Misiones |
| Rampla Juniors | 1 – 2     | Miramar Misiones |

## Liguilla Pré-Libertadores da América
A Liguilla Pré-Libertadores da América de 1987 foi a 14ª edição da história da Liguilla Pré-Libertadores, competição disputada entre as temporadas de 1974 e 2008–09, a fim de definir quais seriam os clubes representantes do futebol uruguaio nas competições da CONMEBOL. O torneio de 1987 consistiu em uma competição com um turno, no sistema de todos contra todos. O vencedor foi o Montevideo Wanderers, que obteve seu 1º título da Liguilla.

### Classificação da Liguilla
| Pos | Equipe               | Pts | J | V | E | D | GP | GC | SG  |
| --- | -------------------- | --- | - | - | - | - | -- | -- | --- |
| 1º  | Montevideo Wanderers | 8   | 5 | 3 | 2 | 0 | 5  | 1  | 4   |
| 2º  | Nacional             | 6   | 5 | 2 | 2 | 1 | 7  | 5  | 2   |
| 3º  | Bella Vista          | 6   | 5 | 2 | 2 | 1 | 7  | 6  | 1   |
| 4º  | River Plate          | 5   | 5 | 1 | 3 | 1 | 10 | 7  | 3   |
| 5º  | Defensor             | 5   | 5 | 1 | 3 | 1 | 4  | 4  | 0   |
| 6º  | Progreso             | 0   | 5 | 0 | 0 | 5 | 4  | 14 | -10 |

|  | Campeão da Liguilla e classificado à Libertadores de 1988. |
|  | Disputam o playoff pela 2ª vaga à Libertadores de 1988.    |

### Playoffpela 2ª vaga à Libertadores de 1988
| {{{data}}} | Nacional | 2 – 0  | Defensor |  |
|            |          | data = |          |  |

## Premiação
| Campeonato Uruguaio de 1987  |
| ---------------------------- |
| Defensor Campeão (2º título) |